# Villa de Etla (kommun)
Villa de Etla är en kommun i Mexiko.   Den ligger i delstaten Oaxaca, i den sydöstra delen av landet, 400 km sydost om huvudstaden Mexico City.
Följande samhällen finns i Villa de Etla:
- Villa de Etla
- Colonia Ilhuicamina